# یارمن
شهر یارمندر ایالت مکلنبورگ-فورپومرن در کشور آلمان واقع شده‌است.

## نگارخانه

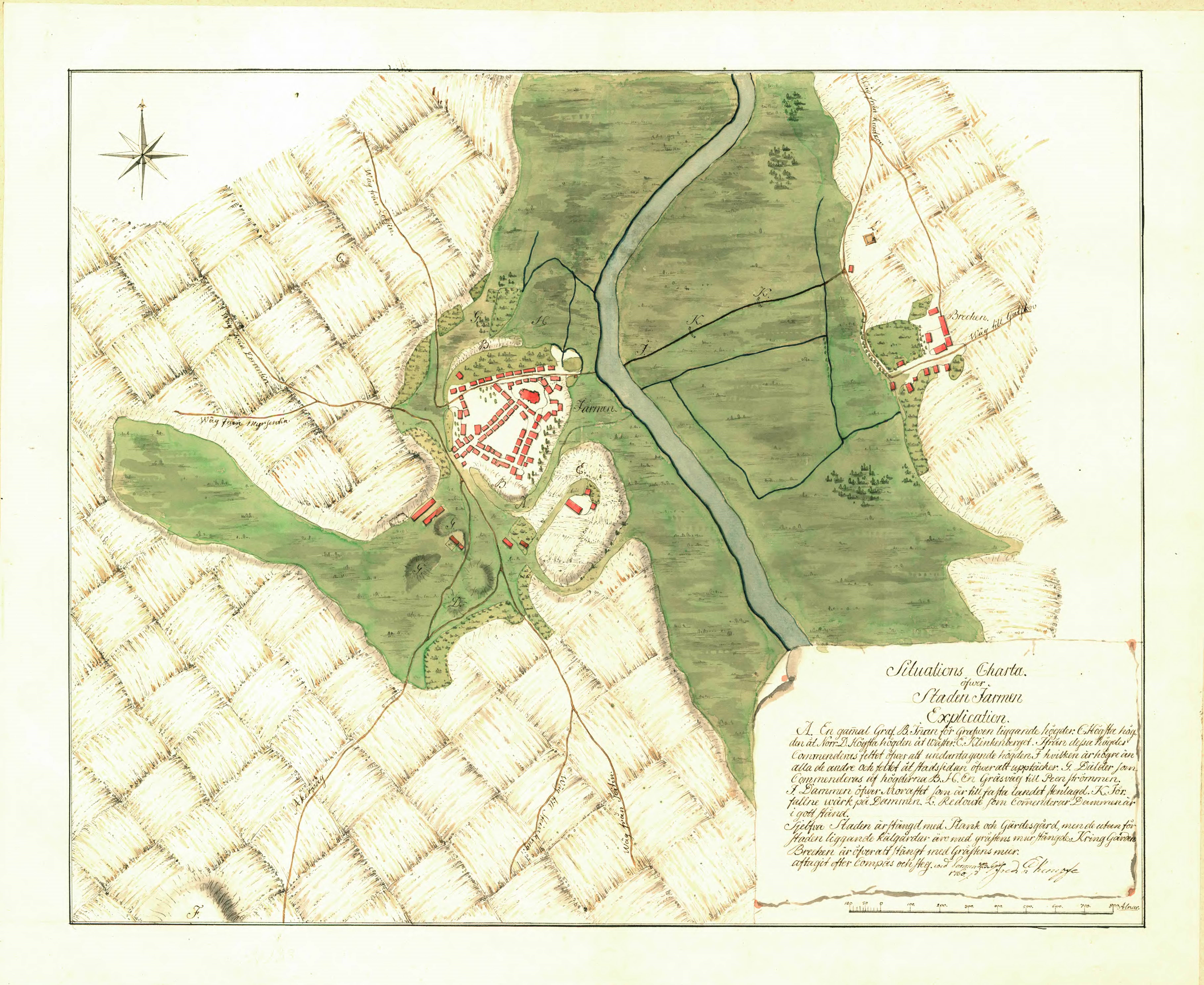
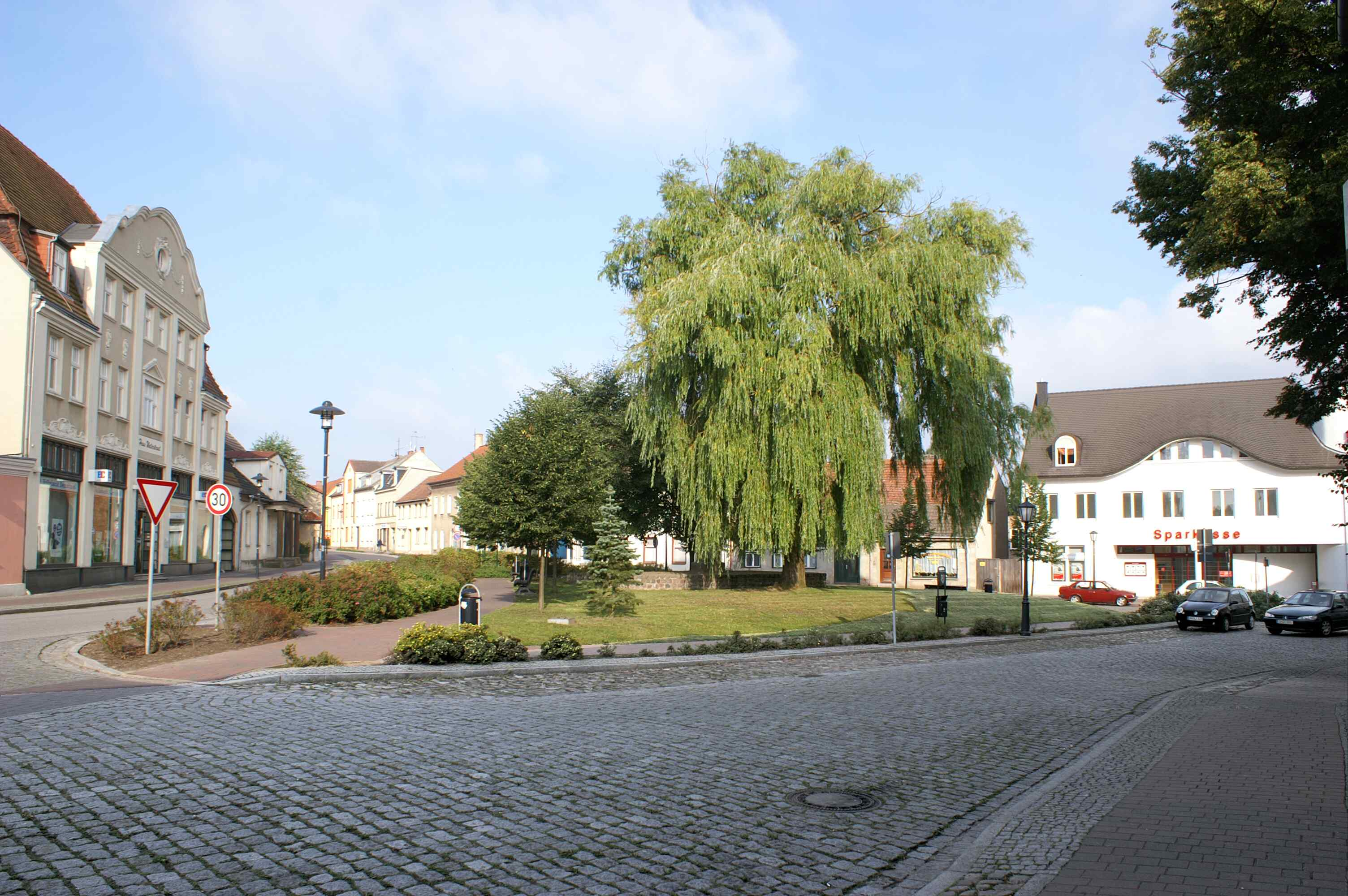
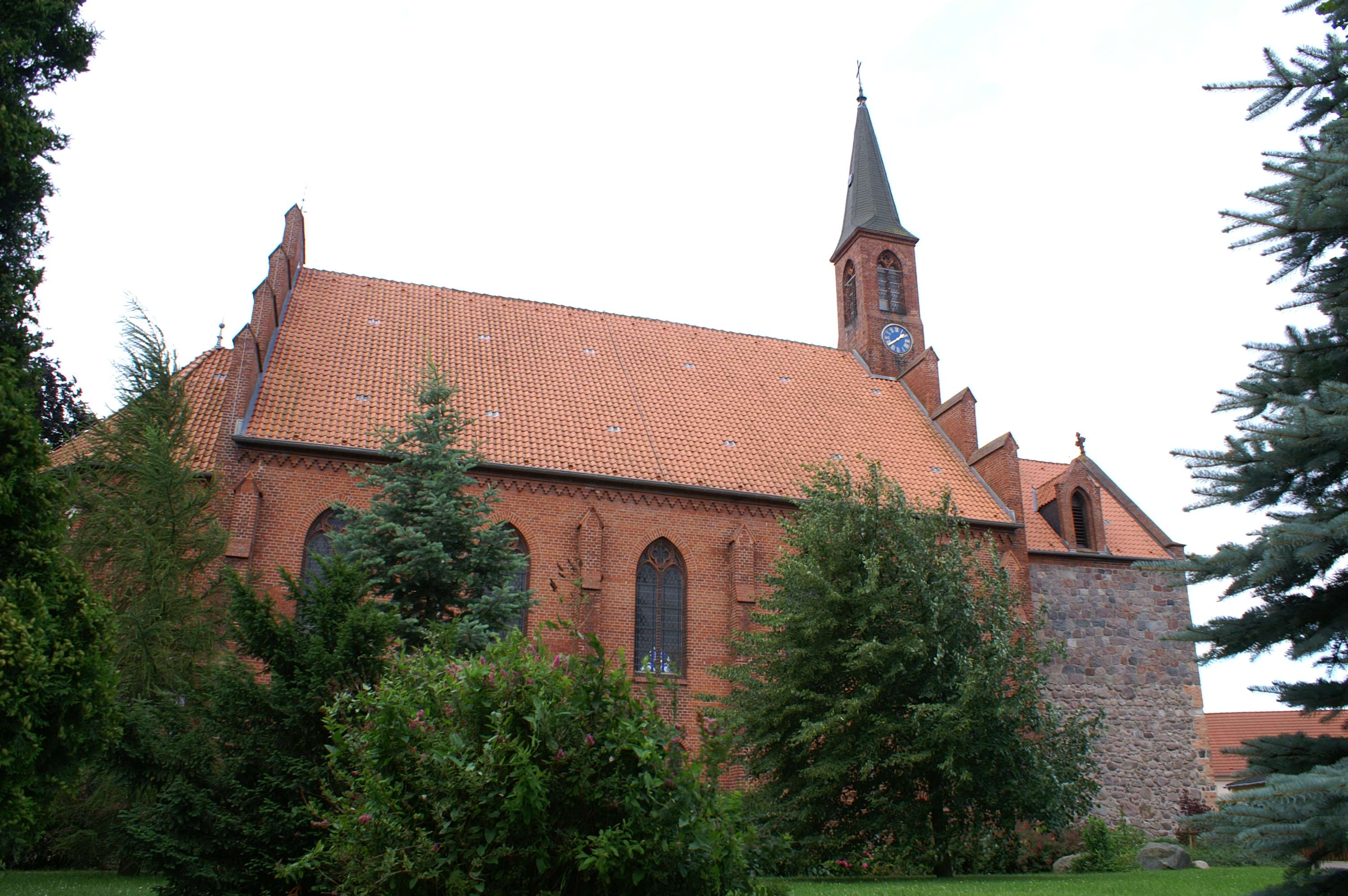
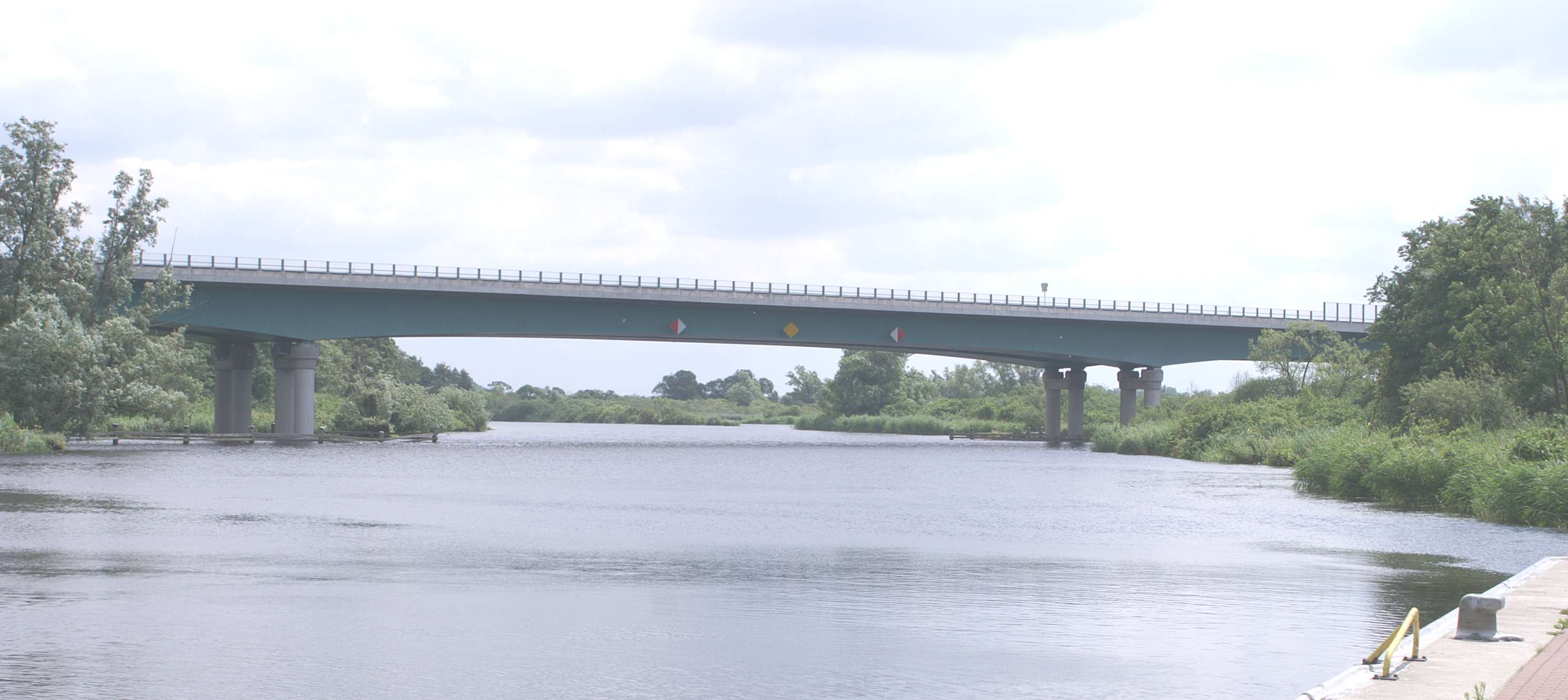